# Castroverde de Cerrato
Castroverde de Cerrato est une commune de la province de Valladolid dans la communauté autonome de Castille-et-León en Espagne.

## Géographie

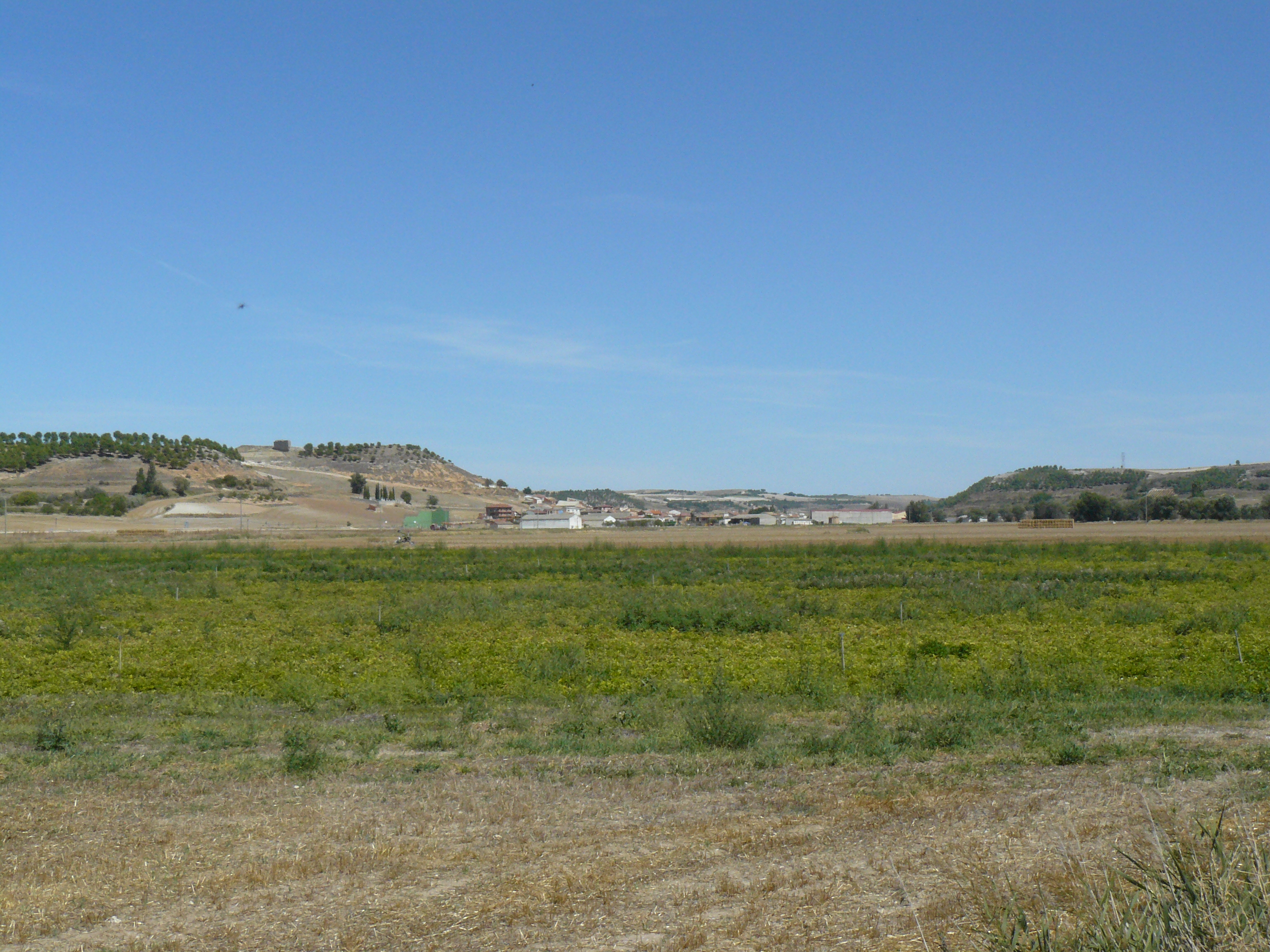
Campagne environnant Castroverde de Cerrato.

## Sites et patrimoine
- Église Nuestra Señora de la Asunción.
- Château de Castroverde de Cerrato (es) et l'arc de Santa Clara en el "Cotarro de la Villa".

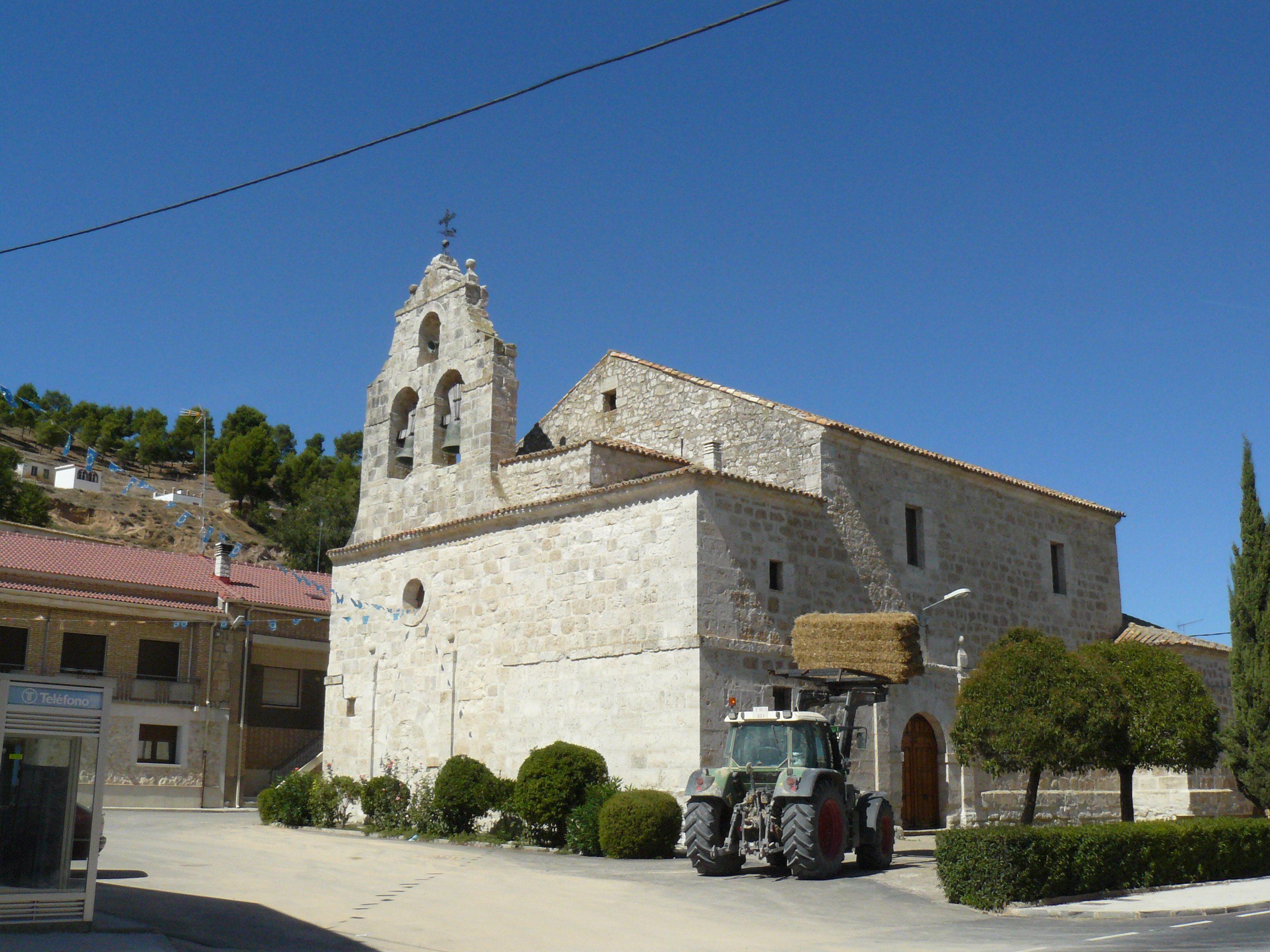
Église Nuestra Señora de la Asunción.
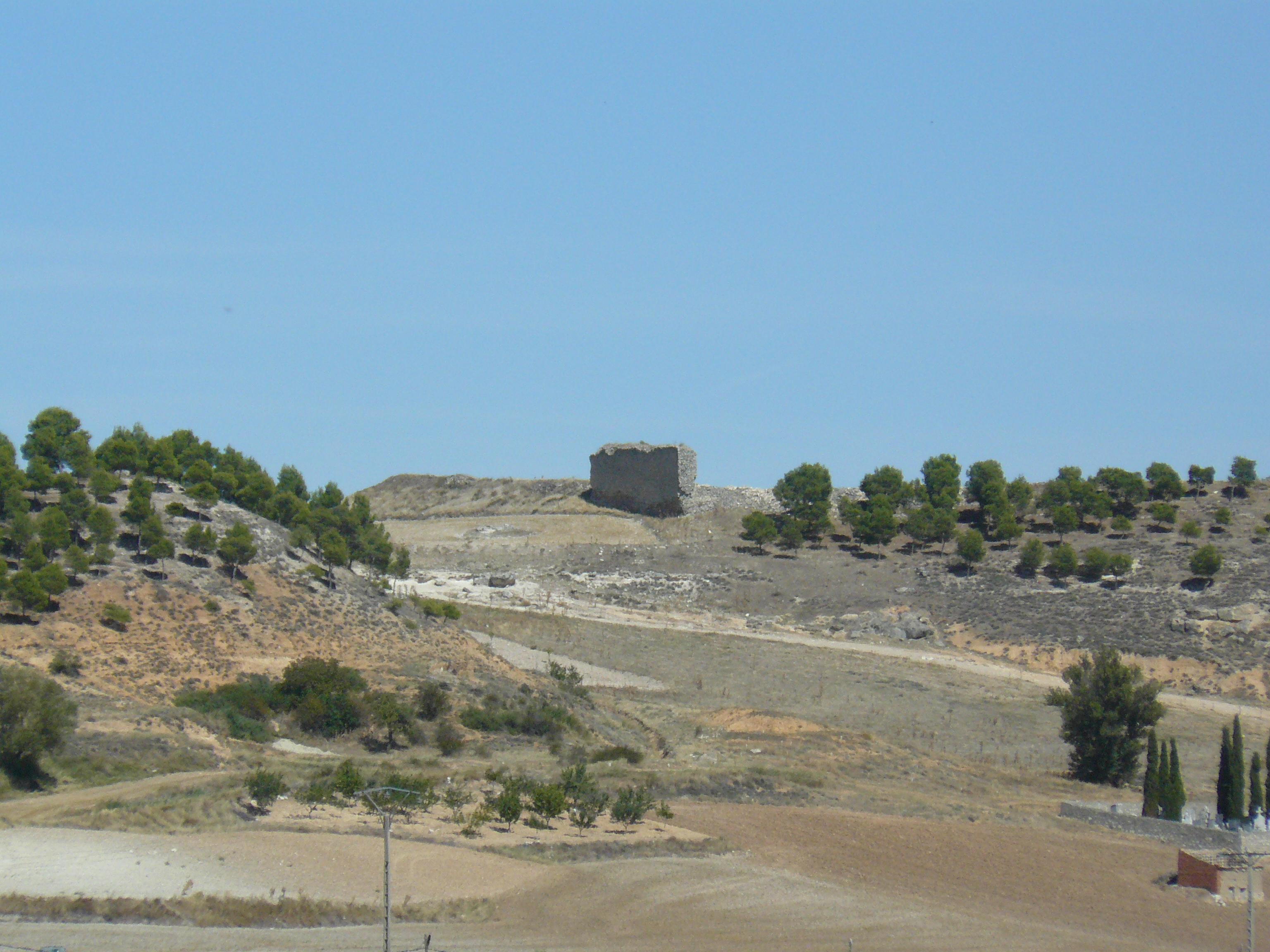
Restes du château de Castroverde de Cerrato
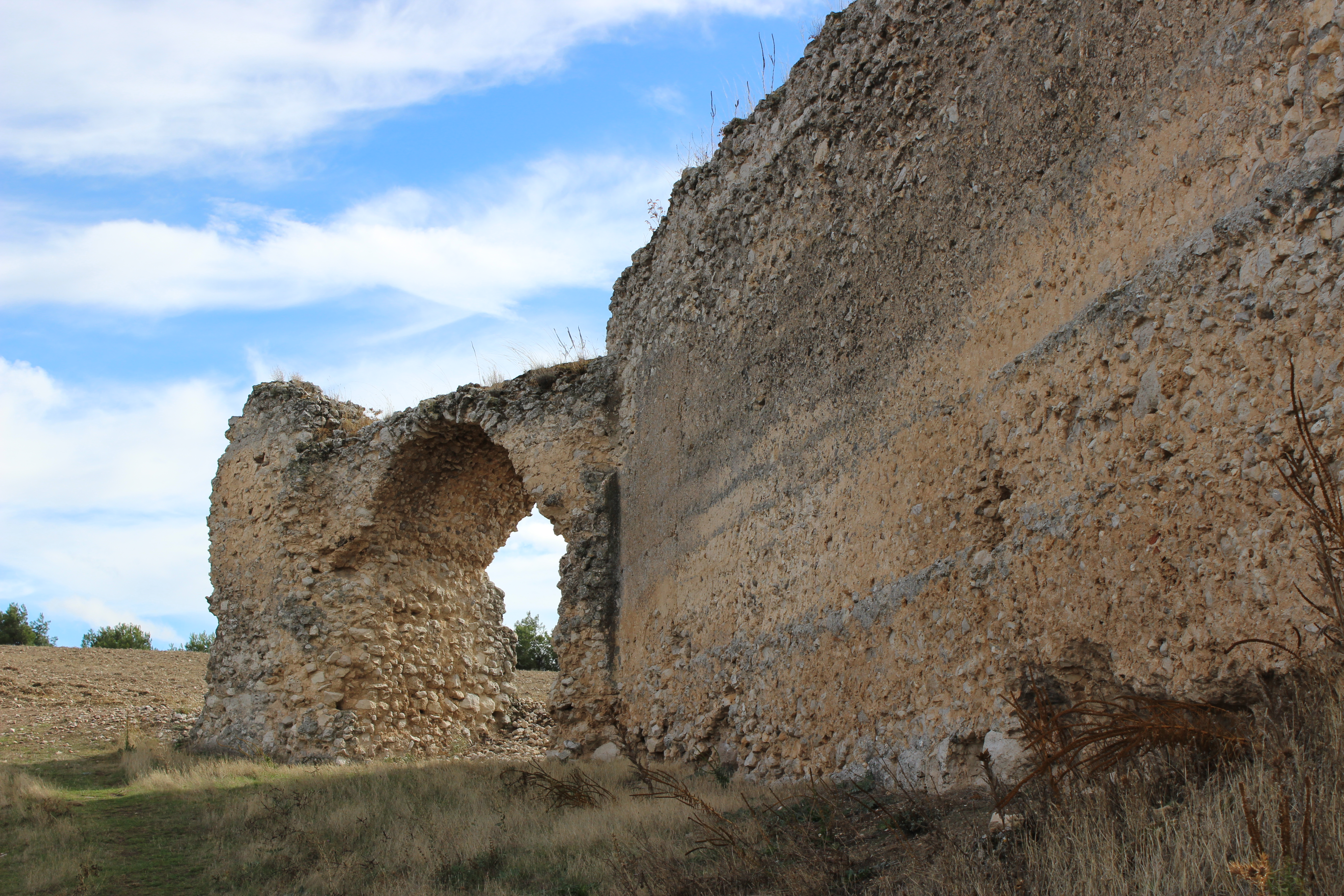
Arc de Santa Clara.